# Tetyana Filonyuk
Tetiana Filoniouk – en ukrainien : Тетяна Філонюк, et en anglais : Tetyana Filonyuk – (née le 5 avril 1984 à Novosselytsia dans l'oblast de Tchernivtsi) est une athlète ukrainienne spécialiste du cross-country et du marathon.

## Carrière
Elle termine 31e lors du marathon féminin des Jeux olympiques d'été de 2008 en 2 h 33 min 35.
Le 21 mars 2010, elle bat son record sur la distance en 2 h 26 min 24, terminant 4e lors du marathon de Rome. Elle termine ensuite 4e du marathon lors des championnats d'Europe d'athlétisme 2010 à Barcelone, mais après la disqualification de Živilė Balčiūnaitė pour dopage, récupère la médaille de bronze, puis la médaille d'argent en juillet 2012.

### Palmarès
| Date | Compétition           | Lieu      | Résultat | Épreuve      | Performance     |
| ---- | --------------------- | --------- | -------- | ------------ | --------------- |
| 2007 | Marathon de Ljubljana | Ljubljana | 1re      | Marathon     | 2 h 34 min 58 s |
| 2008 | Jeux olympiques d'été | Pékin     | 31e      | Marathon     | 2 h 33 min 35 s |
| 2009 | Universiade d'été     | Belgrade  | 10e      | 5 000 mètres | 16 min 12 s 75  |
| 2010 | Marathon de Rome      | Rome      | 4e       | Marathon     | 2 h 28 min 34 s |
| 2010 | Championnats d'Europe | Barcelone | 2e       | Marathon     | 2 h 33 min 57 s |

### Records
| Épreuve  | Performance     | Lieu | Date         |
| -------- | --------------- | ---- | ------------ |
| Marathon | 2 h 26 min 24 s | Rome | 21 mars 2010 |